# Óscar Eduardo Córdoba
Óscar Eduardo Córdoba Arce  (Cali, 3 de febrer, 1970) és un futbolista retirat colombià que jugava de porter.

## Trajectòria
Començà a jugar amb l'Atlético Nacional el 1988. Després jugà amb Deportivo Cali, Deportes Quindío, Millonarios, Once Caldas, i América de Cali, club amb el qual es proclamà campió de la Copa Mustang el 1997. Després del títol es traslladà a l'Argentina al club Boca Juniors on visqué els seus millors anys esportius. Al club guanyà els campionats Apertura 1998, Clausura 1999 i Apertura 2000, la Copa Libertadores 2000 i 2001, i la Copa Intercontinental de futbol del 2000.
Córdoba provà l'aventura europea al Perugia Calcio, però al cap de mitja temporada fitxà pel Beşiktaş Istanbul turc, on romangué 4 anys. Tot i el seu anunci de retirada del futbol el 2006/07 a l'Antalyaspor, continuà jugant al Deportivo Cali i al Millonarios fins al 2009.
Ha jugat 70 partits amb la selecció de Colòmbia. És el porter que més partits ha disputat. Ha participat a dues edicions del Mundial, els anys 1994 i 1998. També ha disputat dues Copes Amèrica el 1993 i el 2001 on Colòmbia es proclamà campiona per primer cop a la seva història.